# クトゥーゾフ勲章
クトゥーゾフ勲章（クトゥーゾフくんしょう、英語: Order of Kutuzov、ロシア語: орден Кутузова  ラテン文字転写例: orden Kutuzova）は、ロシア帝国の陸軍元帥ミハイル・クトゥーゾフにちなむ軍事勲章である。第二次世界大戦中にソビエト連邦が赤軍の上級将校に授与するために創設したもので、ソビエト連邦崩壊後はロシア連邦の栄典制度として継承されている。

## 歴史
独ソ戦の最中の1942年7月29日付のソビエト連邦最高会議幹部会令により創設された。その目的は、ドイツの攻勢を巧みに阻止し、反転攻勢を成功させた赤軍上級将校に報いることであった。
クトゥーゾフ勲章には、1等、2等、3等の3等級が設けられた。1等クトゥーゾフ勲章を最初に授与されたのは、スターリングラード攻防戦で勇名を馳せたイヴァン・ガラニン中将であった。第二次世界大戦中に669件の叙勲が行われ、1945年にはナチス・ドイツに対する勝利における労働者の多大な貢献に対して、チェリャビンスク・トラクター工場にも授与されている。
2等クトゥーゾフ勲章は主に軍団、師団、旅団の指揮官を中心に、3,325件の叙勲が行われた。3等は連隊長や連隊参謀長、大隊および中隊長を中心に3,328件の叙勲が行われたが、授与されたのは1943年2月8日の創設時のみであった。
1991年のソ連崩壊後、1992年3月2日付ロシア連邦最高会議決議第2424-1号によりデザインと授与基準をそのまま引き継ぐことが定められた。その後、2010年9月7日付ロシア大統領令第1099号「ロシア連邦国家賞制度を改善するための措置に関して」により、デザインと授与基準が現行のものに改められた。

## 授与基準
クトゥーゾフ勲章は、以下のような軍部隊の指揮官またはその副官、例えば大隊や軍集団の指揮官に授与される。
- 数的に優位にある敵勢力に対し、巧みな編成と指揮により作戦目的を達成した者
- 空、陸、海からの敵攻勢を粘り強く撃退した者、指定された責任範囲において戦闘態勢を維持した者、攻勢において後続作戦の成立条件を確保した者
- 部隊および戦力を巧みに編成・統制し、防御態勢を確立したり、作戦に関与する部隊間の緊密な連携を維持したり、敵勢力の撃破または深刻な損害を与えることにより攻撃を継続する機会を奪った者
- 数的に優位にある敵勢力に包囲された陸上または空中での戦闘において巧みな指揮を見せた者、撤退する部隊を率いて、実効戦力を大きく損耗することなく突破口を啓開した者
- 僅かな損耗で、主要な敵抵抗拠点や通信施設を奪取したり、後方兵站地や基地を撃破したり、戦略的要地を奪取・維持したり、敵の強力な反攻を撃退した者
- 作戦任務の成功のために、陸、空、海の重要な敵軍事施設および装備に繋がる個人的な勇気を示した者[6]

また、個人だけでなく、敵の頑強な抵抗にもかかわらず、部隊の作戦能力を完全に維持して作戦目標を達成した軍部隊にも授与された。外国人にも授与される可能性があります-連合軍（軍）の組織化と成功した作戦にロシア連邦の兵士と一緒に参加した将校の中から連合軍の兵士。 
クトゥーゾフ勲章は胸の左側に佩用し、他のロシア連邦の勲章やメダルが存在する場合にはジューコフ勲章の後とする。

## 賞の説明
クトゥーゾフ勲章は幅40mmのシルバーのクロスパティーで、腕の間に金色の光線があしらわれている。表面中央には、外側を金色の月桂樹と柏葉で囲まれた、幅の広い白いエナメルの帯で縁取りをしたメダリオンがあり、クレムリンの壁を背景にしたミハイル・クトゥーゾフの金メッキの左胸像が描かれている。エナメルの帯には金箔押しでミハイル・クトゥーゾフ（ロシア語: «Михаил Кутузов»）と書かれている。裏はシンプルで、十字の下腕の裏にシリアルナンバーが刻印されている。
クトゥーゾフ勲章は、ロシアで標準的な五角形にした綬からリングで吊る形になっている。綬は中央に5mm幅のオレンジ色のストライプが入った、濃い青の絹のモアレ織りのリボンである。
| 1等                  | 2等 | 3等 |
| -------------------- | --- | --- |
|                      |     |     |
| 略綬 (1943年–2010年) |     |     |
|                      |     |     |